# Анцирабе
Анцирабе — третє за величиною місто на Мадагаскарі. Населення — близько 200 тисяч чоловік. Адміністративний центр регіону Вакінанкаратра. 

## Клімат
Анцирабе розташовано на висоті близько 1500 м, через що клімат у місті прохолодний.
Місто знаходиться у зоні, котра характеризується морським кліматом. Найтепліший місяць — лютий із середньою температурою 19.6 °C (67.3 °F). Найхолодніший місяць — липень, із середньою температурою 13.2 °С (55.8 °F).
| Клімат Анцирабе         | Клімат Анцирабе | Клімат Анцирабе | Клімат Анцирабе | Клімат Анцирабе | Клімат Анцирабе | Клімат Анцирабе | Клімат Анцирабе | Клімат Анцирабе | Клімат Анцирабе | Клімат Анцирабе | Клімат Анцирабе | Клімат Анцирабе | Клімат Анцирабе |
| Показник                | Січ.            | Лют.            | Бер.            | Квіт.           | Трав.           | Черв.           | Лип.            | Серп.           | Вер.            | Жовт.           | Лист.           | Груд.           | Рік             |
| Середня температура, °C | 19,5            | 19,6            | 19              | 18              | 15,8            | 13,7            | 13,2            | 13,5            | 15,2            | 17,3            | 18,7            | 19,4            | 16,9            |
| Норма опадів, мм        | 265.4           | 252.3           | 173             | 50.7            | 23.6            | 9.2             | 17.9            | 21.6            | 18.9            | 69.6            | 154             | 284.5           | 1340.7          |
| Днів з опадами          | 19,7            | 19,6            | 17,3            | 10,6            | 7,2             | 5,7             | 7,7             | 7,1             | 4,3             | 10              | 14,5            | 20,6            | 144,3           |
| Вологість повітря, %    | 81.7            | 82.1            | 82.9            | 81.3            | 80.2            | 79.7            | 79.8            | 77              | 73.6            | 73.1            | 77.2            | 80.3            | 79.1            |
| ----------------------- | --------------- | --------------- | --------------- | --------------- | --------------- | --------------- | --------------- | --------------- | --------------- | --------------- | --------------- | --------------- | --------------- |
| Джерело: Weatherbase    |                 |                 |                 |                 |                 |                 |                 |                 |                 |                 |                 |                 |                 |

## Історія
Місто було засновано норвезькими місіонерами, які вподобали місцевий клімат. Назва міста перекладається як «місце, де багато солі».

## Економіка
У місті базуються компанії «Тіко» (випускає молочну й інші види харчової продукції), Стар Брассеріз (виробляє напої), «Котона» (текстильна продукція) та «Кобама» (зерно).

## Транспорт
В Анцирабе розташований кінцевий пункт залізниці Антананаріву—Анцирабе, якою тепер курсують лише товарні потяги. Гілку протягують далі на південь, через Вінанінкарену, але будівництво наразі не завершено. Державна траса № 7 з'єднує Анцирабе з Антананаріву (на півночі) та з Фіанаранцуа й Туліарою (на півдні).

## Курорт
В місті розміщуються теплі джерела й гарячі купальні, які були особливо популярними у XIX столітті. Неподалік від Анцирабе — озеро вулканічного походження Трітріва.

## Галерея

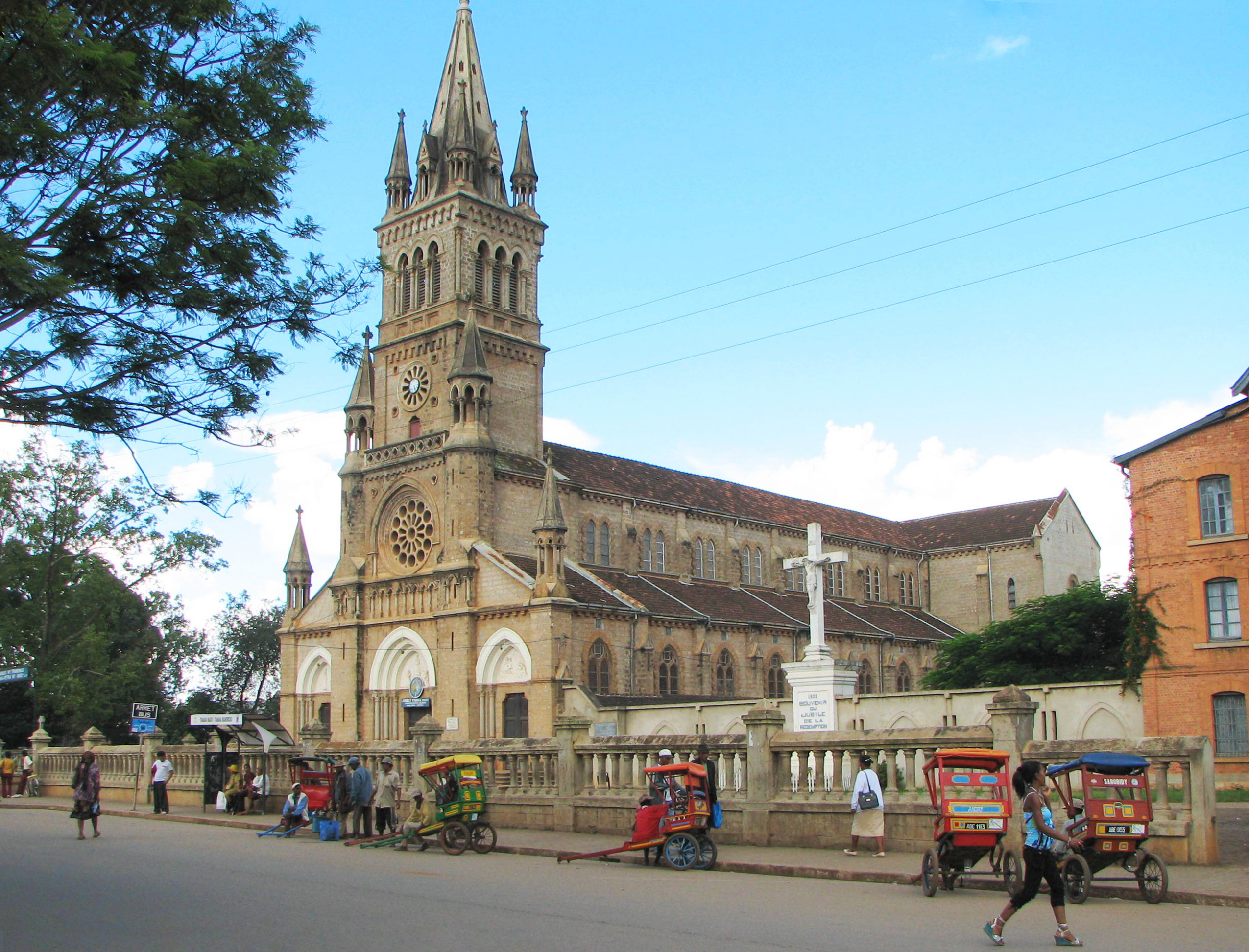
Собор
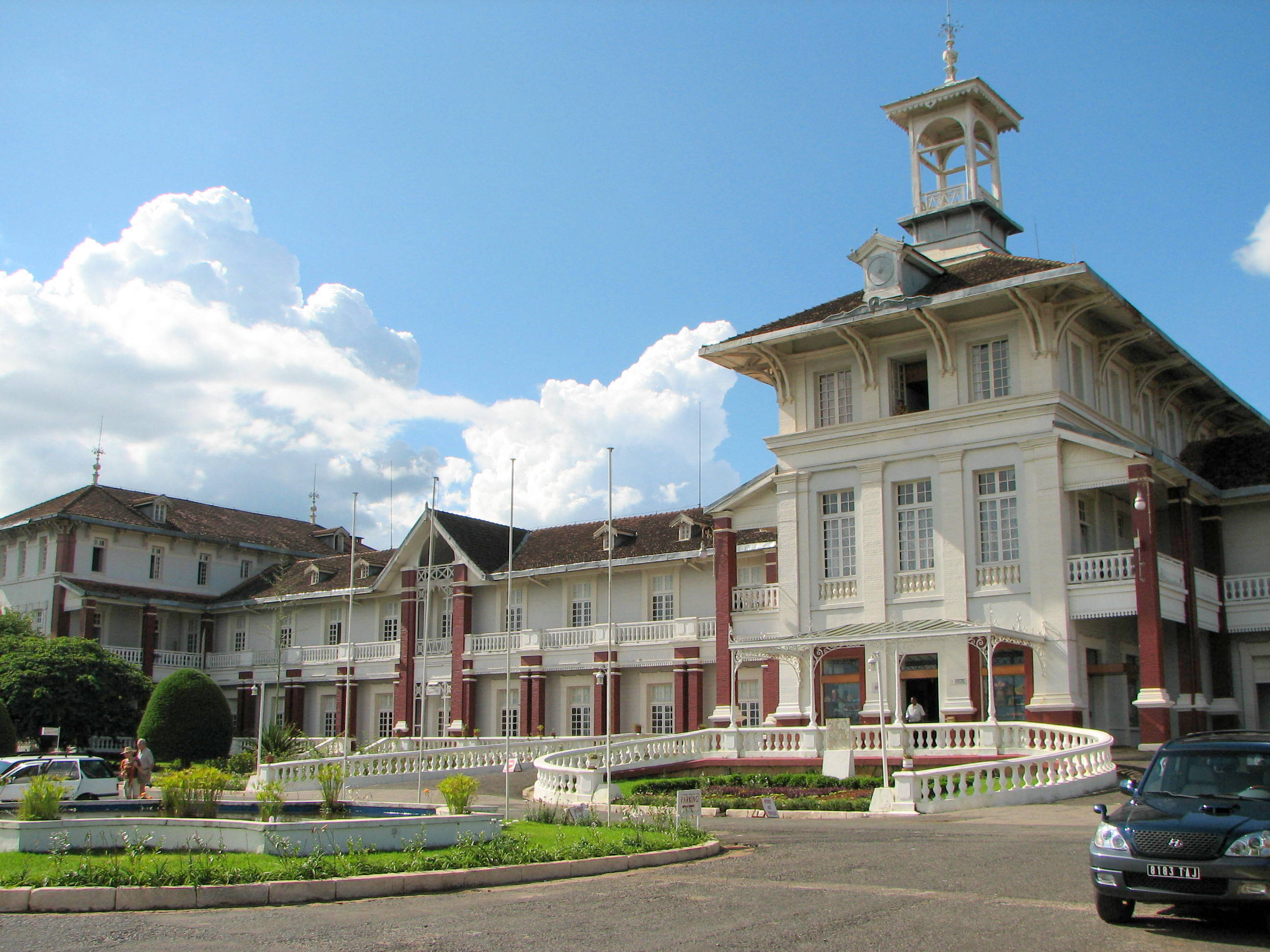
Hôtel des Thermes (Готель Терми)
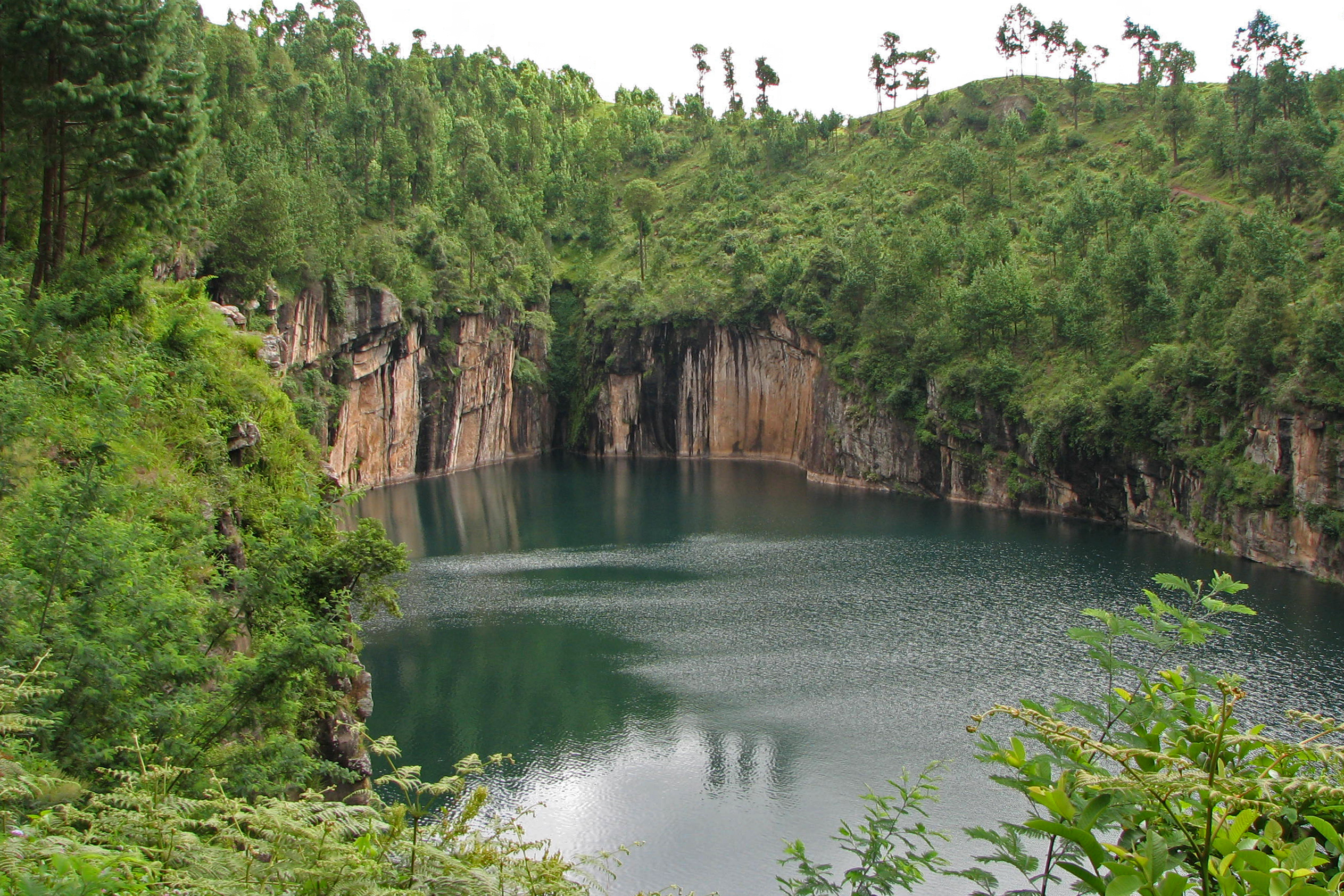
Озеро Трітріва